# دریددر (لوئیزیانا)
دریددر (به انگلیسی: DeRidder) شهری در ایالت لوئیزیانا کشور ایالات متحده آمریکا است که جمعیت آن در سرشماری سال ۲۰۱۰ میلادی، ۱۰٬۵۷۸ نفر بوده‌است.